# 6102 Visby
Visby (asteróide 6102) é um asteróide da cintura principal, a 2,1798235 UA. Possui uma excentricidade de 0,1617185 e um período orbital de 1 531,58 dias (4,19 anos).
Visby tem uma velocidade orbital média de 18,47043066 km/s e uma inclinação de 1,75791º.